# Сьомочкін Олександр Леонідович
Олександр Леонідович Сьомочкін (21 березня 1990) — білоруський хокеїст, нападник. Виступає за «Юність» (Мінськ) у Вищій хокейній лізі.
Хокеєм займається з 1999 року, перший тренер — Шаков. Вихованець хокейної школи ХК «Вітебськ». Виступав за «Керамін» (Мінськ), «Юність» (Мінськ) (МХЛ).
У складі молодіжної збірної Білорусі учасник чемпіонату світу 2010 (дивізіон I). У складі юніорської збірної Білорусі учасник чемпіонату світу 2008.
Досягнення
- Чемпіон Білорусі (2011).